# Moneilema gigas
Moneilema gigas är en skalbaggsart som beskrevs av Leconte 1873. Moneilema gigas ingår i släktet Moneilema och familjen långhorningar. Inga underarter finns listade i Catalogue of Life.

## Bildgalleri

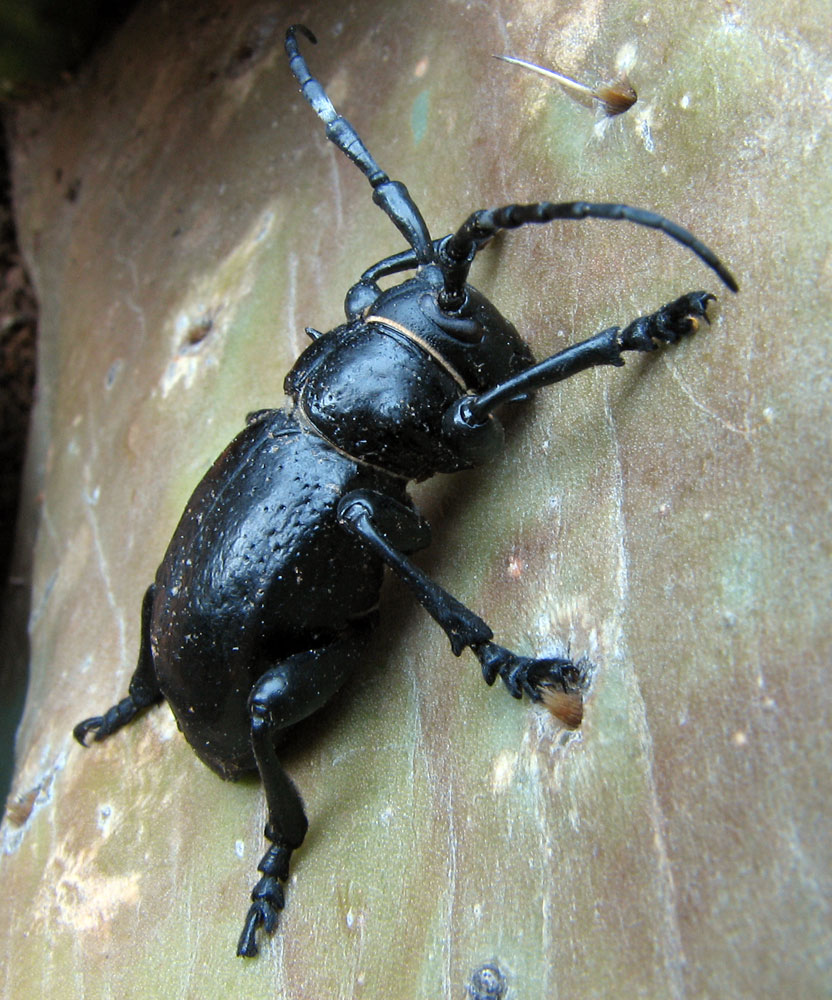